# 매그넘 P.I.
《매그넘 P.I.》(영어: Magnum, P.I.)는 1980년부터 1988년까지 방영된 미국의 범죄 드라마이다.